# 大中臣親隆
大中臣 親隆（おおなかとみ の ちかたか）は、平安時代後期の公卿・伊勢神宮祭主。神祇権大副・大中臣親仲の三男。官位は正三位・神祇大副、伊勢神宮祭主。

## 経歴
保延2年（1136年）神祇少祐に任ぜられる。保延5年（1139年）従五位下に叙され、永治2年（1142年）神祇権大祐に転じる。
永暦2年（1161年）従五位上・神祇少副に叙任される。長寛元年（1163年）正五位下、長寛2年（1164年）従四位下と昇進し、長寛3年（1165年）叔父・師親の解却によって伊勢神宮祭主に補任される。仁安元年（1166年）従四位上に進み、仁安3年（1168年）正四位下・神祇権大副に叙任。嘉応3年（1171年）には従三位に叙され公卿に列した。
治承4年（1180年）神祇大副に転じる。治承5年（1181年）正三位に進むが、俄かに中風を発症して翌治承6年（1182年）祭主・大副を辞退して寿永3年（1184年）出家。文治3年（1187年）9月29日薨去。享年83。

## 官歴
※以下、『公卿補任』の記載に従う。
- 保延2年（1136年）正月22日：神祇少祐に任ず。
- 保延5年（1139年）10月7日：従五位下に叙す（皇后宮御給）。
- 永治2年（1142年）正月27日：神祇権大祐に転ず。
- 保元元年11月28日（1157年1月10日）：神祇権少副に転ず。
- 永暦2年（1161年）正月25日：従五位上に叙す（度々の御祈の賞）。正月30日：神祇少副に転ず。
- 長寛元年（1163年）7月7日：正五位下に叙す（御祈の賞）。
- 長寛2年（1164年）正月29日[2]：従四位下に叙す（御祈十社奉幣次）。
- 長寛3年（1165年）5月6日：伊勢神宮祭主に補す（師親解却の替わり）。
- 仁安元年（1166年）11月18日：従四位上に叙す（大嘗會祝申賞）。
- 仁安2年12月16日（1168年1月27日）：神祇権大副に転ず。
- 仁安3年（1168年）11月20日[3]：正四位下に叙す（大嘗會祝申賞）。
- 嘉応3年（1171年）正月18日：従三位に叙す。祭主・権大副如元。
- 治承4年（1180年）正月28日：神祇大副に転ず。
- 治承5年（1181年）3月29日：正三位に叙す。
- 治承6年（1182年）12月3日：祭主并びに大副を辞す。12月7日：得替。
- 寿永3年（1184年）2月：出家。

## 系譜
- 父：大中臣親仲
- 母：橘宗季の娘
- 妻：卜部兼友の娘[1]
  - 長男：大中臣定隆（1143-1181）
  - 三男：大中臣能隆（1146-1234）[4]
- 妻：荒木田経仲の娘
  - 次男：大中臣宣隆（?-?）
- 生母不明の子女
  - 男子：大中臣隆盛（?-1216）